# Globotetrataxis
Globotetrataxis es un género de foraminífero bentónico de la familia Tetrataxidae, de la superfamilia Tetrataxoidea, del suborden Fusulinina y del orden Fusulinida. Su especie tipo es Tetrataxis (Globotetrataxis) elegantula. Su rango cronoestratigráfico abarca el Viseense superior (Carbonífero superior).

## Discusión
Clasificaciones más recientes incluyen Globotetrataxis en el suborden Endothyrina, del orden Endothyrida, de la subclase Fusulinana y de la clase Fusulinata.

## Clasificación
Globotetrataxis incluye a las siguientes especies:
- Globotetrataxis elegantula †
  - Globotetrataxis elegantula var. stricta †
- Globotetrataxis grandis †

Otra especie considerada en Globotetrataxis es:
- Globotetrataxis mira †, de posición genérica incierta